# Milan Sandhaus
Milan Sandhaus (11. března 1927, Sezemice – 11. dubna 1998, Pardubice) byl český herec a ligový fotbalista.

## Herecká kariéra
Od dětství hrál ochotnické divadlo. Po válce hrál v Praze v Divadle 5. května. Jako profesionální herec byl angažován do Východočeského divadla Pardubice, kde hrál v letech 1954–1998. Působil i v Českém rozhlase v Hradci Králové. Za dlouholetou uměleckou činnost byl v květnu 1984 jmenován zasloužilým umělcem.
Pohřben byl nedaleko krematoria na Centrálním hřbitově v Pardubicích.

## Filmografie

### Televize
- 1978 - 30 případů majora Zemana - 24. díl Klauni - Robert Sháněl
- 1990 - Dobrodružství kriminalistiky - díl První detektivní sbor - Atkin
- 1992 - Dobrodružství kriminalistiky - díl Padělek

## Herecká filmografie
- 1967 - Piknik - četař Grackmiller
- 1967 - Já spravedlnost - muž č. 9
- 1968 - Všichni dobří rodáci - sedlák Jindřich Kurfiřt
- 1970 - Tvář pod maskou - lékař
- 1970 - Kaňon samé dno - zlatokop Jack
- 1973 - Zlá noc - nadpraporčík ve vězení
- 1973 - Zatykač na královnu - hajný
- 1973 - Tajemství zlatého Buddhy - Janata, činovník družstva Oul
- 1974 - Zbraně pro Prahu - výpravčí Stoklasa
- 1974 - Případ mrtvého muže - lesník
- 1975 - Osvobození Prahy - kápo Průša
- 1975 - Mys Dobré naděje - strojník Neumann
- 1978 - Sólo pro starou dámu - řidič dodávky s prádlem
- 1978 - Past na kachnu - kriminalista major Mlynář
- 1978 - Hrozba - řidič Kramoliš
- 1981 - Konečná stanice - divadelní herec
- 1981 - Hodina života - četník Konopáč
- 1983 - Putování Jana Amose - rychtář
- 1984 - Oldřich a Božena - správce
- 1984 - Kouzelníkův návrat - zlatokop Konrád
- 1984 - Komediant - hospodský v Mascerode
- 1985 - Veronika - mistr sazeč
- 1987 - Outsider - ošetřovatel koní Vít
- 1989 - Evropa tančila valčík - sluha hraběte Hartenberga
- 1989 - Cesta na jihozápad - děda Jones
- 1990 - Silnější než já - stařík-svědek
- 1992 - Černí baroni - mistr v lomu Francl

## Fotbalová kariéra
S fotbalem začínal v Pardubicích, popřestěhování do Prahy hrál v letech 1942–1947 za SK Slavia Praha. Se Slavií získal v roce 1947 mistrovský titul. V roce 1948 odešel jako fotbalista do Pardubic.

## Ligová bilance
| Ročník              | Zápasy | Góly | Klub            |
| ------------------- | ------ | ---- | --------------- |
| Státní liga 1946/47 | -      | 0    | SK Slavia Praha |
| CELKEM              | -      | -    |                 |